# Club Baloncesto Estudiantes (femenino)
El Movistar Estudiantes, conocido coloquialmente como Estudiantes femenino, es el equipo femenino del C. B. Estudiantes, club de baloncesto español de la ciudad de Madrid. En la actualidad juega en la Liga Femenina.

## Historia
El equipo femenino de Estudiantes empezó a jugar en 1989. Fue invitado a la primera edición de la segunda división de la Liga Femenina organizada por la Federación Española de Baloncesto en el año 2000.
Ascendió a la Primera División del baloncesto femenino español en la temporada 2002/2003, al quedar campeón de la Liga Femenina 2 en la temporada 2001/2002, primera edición de esa competición. Con presupuestos muy pequeños se mantuvo en la Liga Femenina durante cuatro temporadas, pero en la temporada 2006/07 descendió a la Liga Femenina de Segunda División. En la temporada 2007/08, queda encuadrado en el grupo A de la Segunda División. Quedan como campeonas después de ganar todos los partidos de la segunda vuelta y también los de la fase final en Santiago de Compostela entre los cuatro mejores de los dos grupos de la Segunda División. Como campeón, asciende de nuevo a la Primera División Femenina. Al año siguiente desciende a la segunda división. Dos temporadas más tarde consigue ascender de nuevo a la primera división femenina. En la temporada 2020/2021 consigue su mejor clasificación histórica (quinto puesto). En la temporada 2021/22 juega por primera vez una competición internacional, la Eurocup.

## Trayectoria
| Temporada | Nivel | División        | Pos. | G–P   | Postemporada     | Copa de la Reina | Competiciones europeas | Competiciones europeas |
| --------- | ----- | --------------- | ---- | ----- | ---------------- | ---------------- | ---------------------- | ---------------------- |
| 2000–01   | 2     | 1ª División     | 2º   | –     |                  |                  |                        |                        |
| 2001–02   | 2     | Liga Femenina 2 | 2º   | 17–5  | Ascenso          |                  |                        |                        |
| 2002–03   | 1     | Liga Femenina   | 10º  | 9–17  |                  |                  |                        |                        |
| 2003–04   | 1     | Liga Femenina   | 7º   | 13–13 | Cuartos de final |                  |                        |                        |
| 2004–05   | 1     | Liga Femenina   | 7º   | 13–13 | Cuartos de final | Cuartos de final |                        |                        |
| 2005–06   | 1     | Liga Femenina   | 8º   | 11–15 | Cuartos de final |                  |                        |                        |
| 2006–07   | 1     | Liga Femenina   | 13º  | 6–20  | Descenso         |                  |                        |                        |
| 2007–08   | 2     | Liga Femenina 2 | 3º   | 19–7  | Ascenso          |                  |                        |                        |
| 2008–09   | 1     | Liga Femenina   | 12º  | 6–20  |                  |                  |                        |                        |
| 2009–10   | 1     | Liga Femenina   | 13º  | 6–20  | Descenso         |                  |                        |                        |
| 2010–11   | 2     | Liga Femenina 2 | 4º   | 16–10 | Cuartos de final |                  |                        |                        |
| 2011–12   | 2     | Liga Femenina 2 | 9º   | 15–13 |                  |                  |                        |                        |
| 2012–13   | 2     | Liga Femenina 2 | 7º   | 11–11 |                  |                  |                        |                        |
| 2013–14   | 2     | Liga Femenina 2 | 6º   | 11–11 |                  |                  |                        |                        |
| 2014–15   | 2     | Liga Femenina 2 | 8º   | 8–14  |                  |                  |                        |                        |
| 2015–16   | 2     | Liga Femenina 2 | 8º   | 13–13 |                  |                  |                        |                        |
| 2016–17   | 2     | Liga Femenina 2 | 2º   | 21–5  | Ascenso          |                  |                        |                        |
| 2017–18   | 1     | Liga Femenina   | 14º  | 2–24  | Descenso         |                  |                        |                        |
| 2018–19   | 2     | Liga Femenina 2 | 5º   | 16–10 |                  |                  |                        |                        |
| 2019–20   | 2     | Liga Femenina 2 | 1º   | 21–1  | Ascenso          |                  |                        |                        |
| 2020–21   | 1     | Liga Femenina   | 5º   | 18–12 | Cuartos de final | Cuartos de final |                        |                        |
| 2021–22   | 1     | Liga Femenina   | 7º   | 15–15 | Cuartos de final | Cuartos de final | (2) Eurocup            | R32                    |
| 2022–23   | 1     | Liga Femenina   | 8º   | 14–16 | Cuartos de final | Cuartos de final | (2) Eurocup            | R16                    |
| 2023–24   | 1     | Liga Femenina   | 6º   | 16–14 | Cuartos de final | Semifinalistas   | (2) Eurocup            | R16                    |
| 2024–25   | 1     | Liga Femenina   | 6º   | 17–13 | Cuartos de final | Cuartos de final | (2) Eurocup            | R8                     |

## Uniforme
Utiliza los mismos colores que el equipo masculino del club Estudiantes. También utiliza el color negro (por ejemplo, fue de los primeros colores en las últimas temporadas desde la 2020/2021), y por ello a veces se las denomina las Women in Black.

## Pabellón
Polideportivo Antonio Magariños (Capacidad 600 espectadores). C/ Serrano, 129, 28006, Madrid).

## Plantillas

### Plantilla Temporada 2023/2024
La plantilla de esta temporada estuvo compuesta por:
| N.º | Posición | Nombre             | Nombre                       |
| --- | -------- | ------------------ | ---------------------------- |
|     |          | Bandera de España  | Gracia Alonso de Armiño      |
| 22  | Base     | Bandera de España  | Juana Camilion Cuccaro       |
| 78  | Escolta  | Bandera de España  | Begoña de Santiago Otero     |
|     |          | Bandera de Suecia  | Paulina Frida Lovisa Hersler |
| 34  | Pívot    | Bandera de Bélgica | Billie Kim Massey            |
| 3   | Alero    | Bandera de Japón   | Stephanie Mawuli             |

| N.º | Posición  | Nombre                      | Nombre                    |
| --- | --------- | --------------------------- | ------------------------- |
| 9   | Base      | Bandera de España           | Laura Méndez Camps        |
| 24  | Alero     | Bandera de Azerbaiyán       | Alexandra Joy Mollenhauer |
| 4   | Ala-Pívot | Bandera de los Países Bajos | Kourtney Joelle Treffers  |
| 21  | Alero     | Bandera de Australia        | Marena Josephine Whittle  |
| 14  | Pívot     | Bandera de España           | Sara Zaragoza Tomas       |

- Entrenador: David GALLEGO MORAN.

### Plantilla Temporada 2022/2023
La plantilla de esta temporada estuvo compuesta por:
| N.º | Posición  | Nombre                                   | Nombre                     |
| --- | --------- | ---------------------------------------- | -------------------------- |
| 9   | Base      | Bandera de España                        | Laura Méndez Camps         |
| 21  | Ala-Pívot | Bandera de España                        | Itsaso CONDE DURAN         |
| 12  | A-Pívot   | Bandera de España                        | María ESPIN DE SANCHO (c)  |
| 24  | Alero     | Bandera de Azerbaiyán                    | Alexandrea Joy MOLLENHAUER |
| 9   | Ala-Pívot | Bandera de Bélgica                       | Billie Kim MASSEY          |
| 11  | Base      | Bandera de Argentina · Bandera de Italia | Melisa Paola GRETTER       |

| N.º | Posición  | Nombre                    | Nombre                          |
| --- | --------- | ------------------------- | ------------------------------- |
| 6   | Escolta   | Bandera de España         | Paula SARAVIA LOGROÑO           |
| 25  | Escolta   | Bandera de Bélgica        | Becky Erna MASSEY               |
| 5   | Ala-Pívot | Bandera de España         | María ERAUNCETAMURGIL AYESTARAN |
| 7   | Pívot     | Bandera de Estados Unidos | Nadia Angelique FINGALL         |
| 78  | Base      | Bandera de España         | Begoña DE SANTIAGO              |

- Entrenador: David GALLEGO MORAN.

### Plantilla Temporada 2021/2022
La plantilla de esta temporada estuvo compuesta por:
| N.º | Posición  | Nombre                                   | Nombre                    |
| --- | --------- | ---------------------------------------- | ------------------------- |
| 4   | Base      | Bandera de España                        | Mariona ORTIZ VIVES       |
| 21  | Ala-Pívot | Bandera de España                        | Itsaso CONDE DURAN        |
| 12  | A-Pívot   | Bandera de España                        | María ESPIN DE SANCHO (c) |
| 23  | Escolta   | Bandera de Estados Unidos                | Arica Derris CARTER       |
| 9   | Ala-Pívot | Bandera de España                        | Laura QUEVEDO CAÑIZARES   |
| 11  | Base      | Bandera de Argentina · Bandera de Italia | Melisa Paola GRETTER      |

| N.º | Posición  | Nombre                                        | Nombre                  |
| --- | --------- | --------------------------------------------- | ----------------------- |
| 45  | Ala-Pívot | Bandera de Estados Unidos · Bandera de España | Leslie Faye KNIGHT      |
| 7   | Escolta   | Bandera de Grecia                             | Aikaterina SOTIRIOU     |
| 15  | Pívot     | Bandera de España                             | Umo Diallo DIALLO DIENG |
| 7   | Pívot     | Bandera de Estados Unidos                     | Nadia Angelique FINGALL |
| 78  | Base      | Bandera de España                             | Begoña DE SANTIAGO      |

- Entrenador: Alberto Ortego.

### Plantilla Temporada 2020/2021
La plantilla de esta temporada estuvo compuesta por:
| N.º | Posición  | Nombre                                   | Nombre                        |
| --- | --------- | ---------------------------------------- | ----------------------------- |
| 3   | Ala-Pívot | Bandera de España                        | Gracia ALONSO DE ARMIÑO RIAÑO |
| 21  | Ala-Pívot | Bandera de Argentina · Bandera de Italia | Agostina Paola BURANI         |
| 23  | A-Pívot   | Bandera de España                        | María ESPIN DE SANCHO (c)     |
| 12  | Escolta   | Bandera de Estados Unidos                | Arica Derris CARTER           |
| 14  | Pívot     | Bandera de Portugal                      | Sofía Carolina GOMES DA SILVA |
| 5   | Base      | Bandera de España                        | Carmen GRANDE PARDO           |

| N.º | Posición  | Nombre                                        | Nombre                   |
| --- | --------- | --------------------------------------------- | ------------------------ |
| 20  | Base      | Bandera de Argentina · Bandera de Italia      | Melisa Paola GRETTER     |
| 45  | Ala-Pívot | Bandera de Estados Unidos · Bandera de España | Leslie Faye KNIGHT       |
| 7   | Escolta   | Bandera de España                             | Cristina MATO DE PRADA   |
| 11  | Ala-Pívot | Bandera de Nigeria                            | Atonye Jennifer NYINGIFA |
| 42  | Ala-Pívot | Bandera de Bélgica                            | Jana Georges R RAMAN     |
| 78  | Base      | Bandera de España                             | Begoña DE SANTIAGO       |

- Entrenador: Alberto Ortego.

### Plantilla Temporada 2019/2020
La plantilla de esta temporada estuvo compuesta por:
| N.º | Posición  | Nombre            | Nombre                        |
| --- | --------- | ----------------- | ----------------------------- |
| 3   | Ala-Pívot | Bandera de España | Gracia ALONSO DE ARMIÑO RIAÑO |
| 10  | Ala-Pívot | Bandera de España | Mariana GONZALEZ PROPIN       |
| 12  | Alero     | Bandera de España | María ESPIN DE SANCHO         |
| 11  | Alero     | Bandera de España | Irene SAN ROMAN FLORES        |
| 4   | Base      | Bandera de España | Andrea MALANDA RODRIGUEZ      |
| 13  | Base      | Bandera de España | Laura MARCOS CANEDO           |

| N.º | Posición  | Nombre                                        | Nombre                   |
| --- | --------- | --------------------------------------------- | ------------------------ |
| 1   | Alero     | Bandera de Estados Unidos                     | Starr Regina BREEDLOVE   |
| 45  | Ala-Pívot | Bandera de Estados Unidos · Bandera de España | Leslie Faye KNIGHT       |
| 20  | Pívot     | Bandera de España                             | Aitana CUEVAS MEDIAVILLA |
| --  | Escolta   | Bandera de España                             | Paula PALOMARES VALIENTE |
| 0   | Alero     | Bandera de Estados Unidos                     | Judy Nicole JONES        |
|     |           |                                               |                          |

Cristina MATO DE PRADA (no.15) (del equipo júnior) también forma parte de la plantilla.
Begoña DE SANTIAGO (no. 18) (del equipo júnior) también forma parte de la plantilla.
- Entrenador: Alberto Ortego.

### Plantilla Temporada 2008/2009
| N.º | Posición | Nombre             | Nombre           |
| --- | -------- | ------------------ | ---------------- |
| 4   | Pívot    | Bandera de Hungría | Andrea CSASZAR   |
| 5   | Pívot    | Bandera de España  | Laura HERRERA    |
| 6   | A-Pívot  | Bandera de España  | Aauri BOKESA     |
| 8   | Alero    | Bandera de España  | Sara VITA        |
| 9   | Escolta  | Bandera de Italia  | Paola FERRARI    |
| 10  | Pívot    | Bandera de España  | Mariana GONZÁLEZ |

| N.º | Posición | Nombre                    | Nombre            |
| --- | -------- | ------------------------- | ----------------- |
| 11  | Base     | Bandera de Suecia         | Elin ELDEBRINK    |
| 12  | A-Pívot  | Bandera de Estados Unidos | Brooke WYCKOFF    |
| 13  | Base     | Bandera de España         | Sandra YGUERAVIDE |
| 14  | Base     | Bandera de España         | Irene CASTREJÓN   |
| 15  | Alero    | Bandera de Estados Unidos | Leah RUSH         |
|     |          |                           |                   |

- Entrenador: Nacho García.

### Plantilla Temporada 2007/2008
| N.º | Posición | Nombre            | Nombre        |
| --- | -------- | ----------------- | ------------- |
| 4   | Alero    | Bandera de España | María ESPIN   |
| 5   | Pívot    | Bandera de España | Laura HERRERA |
| 6   | A-Pívot  | Bandera de España | Aauri BOKESA  |
| 7   | Alero    | Bandera de España | Ana PEREDO    |
| 8   | Alero    | Bandera de España | Sara VITA     |
| 9   | Pívot    | Bandera de México | Erika GÓMEZ   |

| N.º | Posición | Nombre             | Nombre            |
| --- | -------- | ------------------ | ----------------- |
| 7   | Base     | Bandera de España  | Vanesa GARCÍA     |
| 13  | Base     | Bandera de España  | Sandra YGUERAVIDE |
| 11  | Alero    | Bandera de España  | María VILOUTA     |
| 4   | Base     | Bandera de España  | Irene CASTREJON   |
| 16  | Pívot    | Bandera de Nigeria | Charity EGENTI    |
| xx  | Pívot    | Bandera de España  | Mariana GONZÁLEZ  |

- Entrenador: Nacho García.

### Plantilla Temporada 2006/2007
| N.º | Posición  | Nombre            | Nombre            |
| --- | --------- | ----------------- | ----------------- |
| 4   | Ala-Pívot | Bandera de España | Aauri BOKESA      |
| 5   | Alero     | Bandera de España | Esther MORENO     |
| 7   | Escolta   | Bandera de España | Anna CARBÓ        |
| 9   | Escolta   | Bandera de España | Patricia ARGÜELLO |
| 10  | Alero     | Bandera de España | María PINA        |
| 11  | Base      | Bandera de España | Vanesa GARCÍA     |

| N.º | Posición  | Nombre                      | Nombre              |
| --- | --------- | --------------------------- | ------------------- |
| 12  | Ala-Pívot | Bandera de Estados Unidos   | Kristien O´NEILL    |
| 13  | Base      | Bandera de España           | Sandra YGUERAVIDE   |
| 14  | Ala-Pívot | Bandera de los Países Bajos | Michelle MAGLISCEAU |
| 15  | Pívot     | Bandera de España           | Genoveva TAPIA      |
| 16  | Pívot     | Bandera de Estados Unidos   | Sandora IRVIN       |
| xx  | Pívot     | Bandera de Bielorrusia      | Yelena LEUCHAKA     |

- Entrenador: Ignacio Martínez.

## Jugadoras destacadas
| - Montserrat Antón - Sonia Blanco - Nuria Forns - Silvia Hernández - Paula Palomares - Elisabeth Cebrián - Kristen Rasmussen - Jenni Benningfield - Kate Starbird - María Pina - Kristen O'Neill - Joanne Hill - Marta Dydek - Rosa Pérez - Sandra Ygueravide | - Patricia Argüello - Anna Carbó - Charity Szczechowiak - Elin Eldebrink - Brooke Wyckoff - Sandora Irvin - Nikki Teasley - Marta Zurro - Mariana González - Ashley Battle - Stacey Lovelace-Tolbert - Kamesha Hairston - Thyra Liljestrand - Silvia Domínguez - Paola Ferrari | - Laura Herrera - María Conde - Paula Ginzo - Aitana Cuevas - Michaela Stejskalová - Tatiane Pacheco - Nina Bogićević - Brianna Butler - Leslie Knight - Arica Carter - Melisa Gretter - Agostina Burani - Sofía da Silva - Atonye Nyingifa - Jana Raman - Laura Quevedo |

## Entrenadores destacados
- Alberto Ortego
- Nacho Martínez
- Nacho García
- Adolfo "Fito" González

## Estadísticas
Récords totales de jugadoras en partidos oficiales de competiciones de la máxima categoría
- Liga Femenina
  - Más Partidos en Liga Regular: Sonia Blanco (104 partidos)
  - Más Partidos en Play-Off: Sonia Blanco (6 partidos)
  - Total (Liga Regular + Play-Off): Sonia Blanco (110 partidos)
  - Más Puntos en Liga Regular: Sonia Blanco (1.271 puntos)
  - Más Puntos en Play-Off: Sonia Blanco (83 puntos)
  - Total (Liga Regular + Play-Off): Sonia Blanco (1.354 puntos)
  - Más Rebotes Totales en Liga Regular: Sonia Blanco (598 rebotes totales)
  - Más Rebotes Totales en Play-Off: Sonia Blanco (37 rebotes totales)
  - Total (Liga Regular + Play-Off): Sonia Blanco (635 rebotes totales)
  - Más Rebotes Defensivos en Liga Regular: Sonia Blanco (334 rebotes defensivos)
  - Más Rebotes Defensivos en Play-Off: Sonia Blanco (24 rebotes defensivos)
  - Total (Liga Regular + Play-Off): Sonia Blanco (358 rebotes defensivos)
  - Más Rebotes Ofensivos en Liga Regular: Sonia Blanco (264 rebotes ofensivos)
  - Más Rebotes Ofensivos en Play-Off: Sonia Blanco (13 rebotes ofensivos)
  - Total (Liga Regular + Play-Off): Sonia Blanco (277 rebotes ofensivos)
  - Más Asistencias en Liga Regular: Sandra Ygueravide (201 asistencias)
  - Más Asistencias en Play-Off: Sonia Blanco (11 asistencias)
  - Total (Liga Regular + Play-Off): Sandra Ygueravide (201 asistencias)
  - Más Recuperaciones de Balón en Liga Regular: Sandra Ygueravide (126 balones recuperados)
  - Más Recuperaciones de Balón en Play-Off: Sonia Blanco (9 balones recuperados)
  - Total (Liga Regular + Play-Off): Sandra Ygueravide (126 balones recuperados)
  - Más Tapones en Liga Regular: Sonia Blanco (43 tapones)
  - Más Tapones en Play-Off: Jennifer Benningfield (4 tapones)
  - Total (Liga Regular + Play-Off): Sonia Blanco (43 tapones)
  - Más Tiros de 2 Anotados en Liga Regular: Sonia Blanco (481 tiros de 2 anotados)
  - Más Tiros de 2 Anotados en Play-Off: Sonia Blanco (33 tiros de 2 anotados)
  - Total (Liga Regular + Play-Off): Sonia Blanco (514 tiros de 2 anotados)
  - Más Tiros de 3 Anotados en Liga Regular: Paula Palomares (91 triples anotados)
  - Más Tiros de 3 Anotados en Play-Off: Rosa Pérez (7 triples anotados)
  - Total (Liga Regular + Play-Off): Paula Palomares (95 triples anotados)
  - Más Tiros Libres Anotados en Liga Regular: Sonia Blanco (294 tiros libres anotados)
  - Más Tiros Libres Anotados en Play-Off: Sonia Blanco (17 tiros libres anotados)
  - Total (Liga Regular + Play-Off): Sonia Blanco (311 tiros libres anotados)

Estadísticas acumuladas de la temporada 2020/2021
- Copa de la Reina[10]
  - Más Partidos: Montserrat Antón, Jennifer Benningfield, Sonia Blanco, Silvia Domínguez, Nuria Forns, Rosa Pérez, Alicia Sánchez, Kate Starbird, Arica Carter, Melissa Gretter, Sofía Gomes Da Silva, Atonye Nyingifa, Gracia Alonso, Agostina Burani, Carmen Grande, María Espin De Sancho, Begoña De Santiago (1 partido)
  - Más Minutos: Jennifer Benningfield (36:19 minutos)
  - Más Puntos: Jennifer Benningfield (20 puntos)
  - Más Rebotes Totales: Jennifer Benningfield y Atonye Nyingifa (7 rebotes totales)
  - Más Rebotes Defensivos: Jennifer Benningfield  y Melissa Gretter (6 rebotes defensivos)
  - Más Rebotes Ofensivos: Sonia Blanco (4 rebotes ofensivos)
  - Más Asistencias: Silvia Domínguez (9 asistencias)
  - Más Recuperaciones de Balón: Jennifer Benningfield (5 balones recuperados)
  - Más Tapones: Sonia Blanco (3 tapones)
  - Más Tiros de 2 Anotados: Jennifer Benningfield (10 tiros de 2 anotados)
  - Más Tiros de 3 Anotados: Rosa Pérez (3 triples anotados)
  - Más Tiros Libres Anotados: Nuria Forns y Arica Carter (3 tiros libres anotados)
  - Mayor Valoración: Jennifer Benningfield (20 puntos de valoración)